# Aneflomorpha arizonica
Aneflomorpha arizonica är en skalbaggsart som beskrevs av Linsley 1936. Aneflomorpha arizonica ingår i släktet Aneflomorpha, och familjen långhorningar. Inga underarter finns listade i Catalogue of Life.